# インポストボード
インポストボードとは、タイムライン方式の立案型・ソーシャル・ネットワーキング・サービスである。メールアドレス・性別・生年月日・パスワードの登録が必須となる。

## 概要
インポストボードは、スレッドフロート型掲示板のソーシャル・ネットワーキング・サービスである。登録したユーザーは、コミュニティーと定義される。主に、ユーザー間でのインスタントメッセージを目的として開発された。投稿機能には、フォローしたユーザーを紐付け、投稿することでの拡散性を有する。また、評価指標は訪問数とコメント数のみとなっている。未登録でのサイト閲覧が可能。

## 外部サイト
- インポストボード - 公式サイト

| スタブアイコン | サブスタブ | この項目は、まだ閲覧者の調べものの参照としては役立たない、インターネットやウェブに関連した書きかけの項目です。この項目を加筆・訂正などしてくださる協力者を求めています（P:コンピュータ）。 |